# Gornja Pulja
Gornja Pulja ili gradišćanskohrvatski: Zgornja Pulja (njemački: Oberpullendorf, mađarski: Felsőpulya) je grad u Austrijskoj saveznoj državi Gradišće, središte Kotara Gornja Pulja.

## Stanovništvo
Gornja Pulja prema podacima iz 2010. godine ima 3051 stanovnika. Grad je 2001. godine imao 2793 stanovnika od čega 232 Hrvata, 1860 Nijemaca i 603 Mađara, 6 % stanovništva govori gradišćanskohrvatski, a 3 % hrvatski kao materinjim jezikom. 1910. Gornja Pulja je imala 868 stanovnika od čega 800 Mađara.

## Poznate osobe
- Milan Linzer (1937. — 2019.), hrvatski političar i športski dužnosnik iz Austrije, bivši poslanik Narodne stranke i bivši europski parlamentarac

## Vanjske poveznice
- Internet stranica grada